# Pearl's a Singer
"Pearl's a Singer" is een nummer van het Amerikaanse duo Dino & Sembello uit 1974. In 1977 bracht de Britse zangeres Elkie Brooks de bekendste versie van het nummer uit op haar album Two Days Away. Op 25 februari 1977 werd het nummer uitgebracht als de eerste single van het album.

## Achtergrond
"Pearl's a Singer" is geschreven door de songwriterduo's Jerry Leiber en Mike Stoller en Ralph Dino en John Sembello. Het gaat over een zangeres die binnen de muziekwereld weinig aandacht heeft gekregen en droomt over het succes dat zij zou kunnen hebben. Het werd oorspronkelijk opgenomen door Dino & Sembello voor hun gelijknamige album. In 1977 gaven zij het nummer aan Elkie Brooks, die het opnam voor haar eigen album Two Days Away. Brooks vertelde over haar opname: "Jerry Leiber zei: 'Ik wil dat je dit nummer speelt, ik denk niet dat je het leuk vindt, het gaat voor jou iets te veel de countrykant op, maar ik ga het toch voor je spelen'. Ik zei: 'Ga je gang, ik sta ervoor open, ik vind veel countrymuziek leuk'. Ik luisterde naar 'Pearl's a Singer' en vertelde [Leiber en Stoller] dat ik het leuk vond, maar dat zij een middenstuk in moesten voegen, waarop Jerry zei: 'Geen probleem'. Hij verdween en kwam een half uur later terug met de aangepaste versie van 'Pearl's a Singer'. [...] Eerlijk gezegd wilde ik [halverwege de jaren '70] vooral plezier hebben in het maken van muziek. Ik had nooit gedacht dat 'Pearl' een grote hit zou worden, maar nadat het in 1977 op mijn verjaardag werd uitgebracht werd het heel erg gepromoot door het platenlabel. Het werd op alle radiostations gespeeld en het werd een succes. Ik was er zelf nog het meest verrast over."
"Pearl's a Singer" werd inderdaad een internationale hit. Het kwam tot de achtste plaats in de Britse UK Singles Chart en kwam ook in Ierland en Portugal in de top 10 terecht. In Nederland behaalde de single de twaalfde plaats in de Top 40 en de elfde plaats in de Nationale Hitparade, terwijl in Vlaanderen plaats 23 in een voorloper van de Ultratop 50 werd gehaald. In 1994 bracht de Nederlandse zangeres Toni Willé een cover van het nummer uit, dat verscheen op het album The Collection and More.

## Hitnoteringen

### Nederlandse Top 40
| Hitnotering: 18-06-1977 t/m 20-08-1977 | Hitnotering: 18-06-1977 t/m 20-08-1977 | Hitnotering: 18-06-1977 t/m 20-08-1977 | Hitnotering: 18-06-1977 t/m 20-08-1977 | Hitnotering: 18-06-1977 t/m 20-08-1977 | Hitnotering: 18-06-1977 t/m 20-08-1977 | Hitnotering: 18-06-1977 t/m 20-08-1977 | Hitnotering: 18-06-1977 t/m 20-08-1977 | Hitnotering: 18-06-1977 t/m 20-08-1977 | Hitnotering: 18-06-1977 t/m 20-08-1977 | Hitnotering: 18-06-1977 t/m 20-08-1977 | Hitnotering: 18-06-1977 t/m 20-08-1977 |
| Week                                   | 1                                      | 2                                      | 3                                      | 4                                      | 5                                      | 6                                      | 7                                      | 8                                      | 9                                      | 10                                     |                                        |
| -------------------------------------- | -------------------------------------- | -------------------------------------- | -------------------------------------- | -------------------------------------- | -------------------------------------- | -------------------------------------- | -------------------------------------- | -------------------------------------- | -------------------------------------- | -------------------------------------- | -------------------------------------- |
| Nummer                                 | 32                                     | 21                                     | 16                                     | 14                                     | 12                                     | 12                                     | 20                                     | 25                                     | 31                                     | 40                                     | uit                                    |

### Nationale Hitparade
| Hitnotering: 18-06-1977 t/m 06-08-1977 | Hitnotering: 18-06-1977 t/m 06-08-1977 | Hitnotering: 18-06-1977 t/m 06-08-1977 | Hitnotering: 18-06-1977 t/m 06-08-1977 | Hitnotering: 18-06-1977 t/m 06-08-1977 | Hitnotering: 18-06-1977 t/m 06-08-1977 | Hitnotering: 18-06-1977 t/m 06-08-1977 | Hitnotering: 18-06-1977 t/m 06-08-1977 | Hitnotering: 18-06-1977 t/m 06-08-1977 | Hitnotering: 18-06-1977 t/m 06-08-1977 |
| Week                                   | 1                                      | 2                                      | 3                                      | 4                                      | 5                                      | 6                                      | 7                                      | 8                                      |                                        |
| -------------------------------------- | -------------------------------------- | -------------------------------------- | -------------------------------------- | -------------------------------------- | -------------------------------------- | -------------------------------------- | -------------------------------------- | -------------------------------------- | -------------------------------------- |
| Nummer                                 | 30                                     | 19                                     | 16                                     | 13                                     | 11                                     | 12                                     | 15                                     | 30                                     | uit                                    |

### NPO Radio 2 Top 2000
| Nummer met noteringen in de NPO Radio 2 Top 2000 | '99  | '00  | '01  | '02  | '03  | '04  | '05  | '06  | '07  | '08  | '09 | '10  |
| ------------------------------------------------ | ---- | ---- | ---- | ---- | ---- | ---- | ---- | ---- | ---- | ---- | --- | ---- |
| Pearl's a Singer                                 | 1284 | 1455 | 1365 | 1436 | 1378 | 1375 | 1400 | 1563 | 1325 | 1406 | -   | 1463 |

1. ↑  Een '-' betekent dat het nummer niet was genoteerd en een vetgedrukt getal geeft de hoogste notering aan.
2. ↑  Deze tabel is bijgewerkt tot en met de laatste editie (2024).